# 三井共同建設コンサルタント
三井共同建設コンサルタント株式会社（みついきょうどうけんせつコンサルタント）は、東京都品川区大崎に本社を置く総合建設コンサルタント会社。河川・港湾事業に強みを持つ。

## 事業内容
総合建設コンサルタント（河川・ダム・水工、道路、橋梁・道路構造物、都市・地方計画、公園緑地・景観計画、リゾート計画、上・下水道、港湾・空港、環境・防災、施工計画及び施工設備、建築、情報システム、海外事業における各建設部門の調査、企画、立案、設計、施工監理）
主要取引先は官公庁、三井グループの関連企業、その他民間企業。

## 沿革
- 1965年（昭和40年）12月 - 三井グループ20社の共同出資により創設。
- 2015年（平成27年）8月  - 本社をゲートシティ大崎に移転。

## 主な事業所
- 戦略営業部、道路・橋梁事業部、河川・下水道事業部、環境・港湾事業部、ジオ・エンジニアリング事業室、情報システム事業部、都市・民間事業部、海外・地域事業部
- 支社 ：東北、東京、中部、関西、九州
- MCC研究所：東京都品川区
- 事務所：東京、北関東、千葉、北陸
- 営業所：青森、秋田、岩手、栃木、茨城、群馬、長野、横浜、川崎、山梨、静岡、三重、福井、岐阜、神戸、和歌山、奈良、京都、滋賀、四国、島根、鳥取、広島、山口、大分、長崎、熊本、宮崎、鹿児島、沖縄